# Shape My Story
「Shape My Story」（シェイプ・マイ・ストーリー）は、やのあんなのシングル。

## 概要
- 表題曲はテレビアニメ「ステラ女学院高等科C3部」のオープニングテーマ。

## 収録曲
1. Shape My Story [4:13]
作詞・作曲・編曲：kz(livetune)
2. To Mush To Love [3:53]
作詞・作曲・編曲：kz(livetune)
3. Shape My Story (Instrumental)
4. Too Much To Love (Instrumental)